# Festival di Berlino 2014

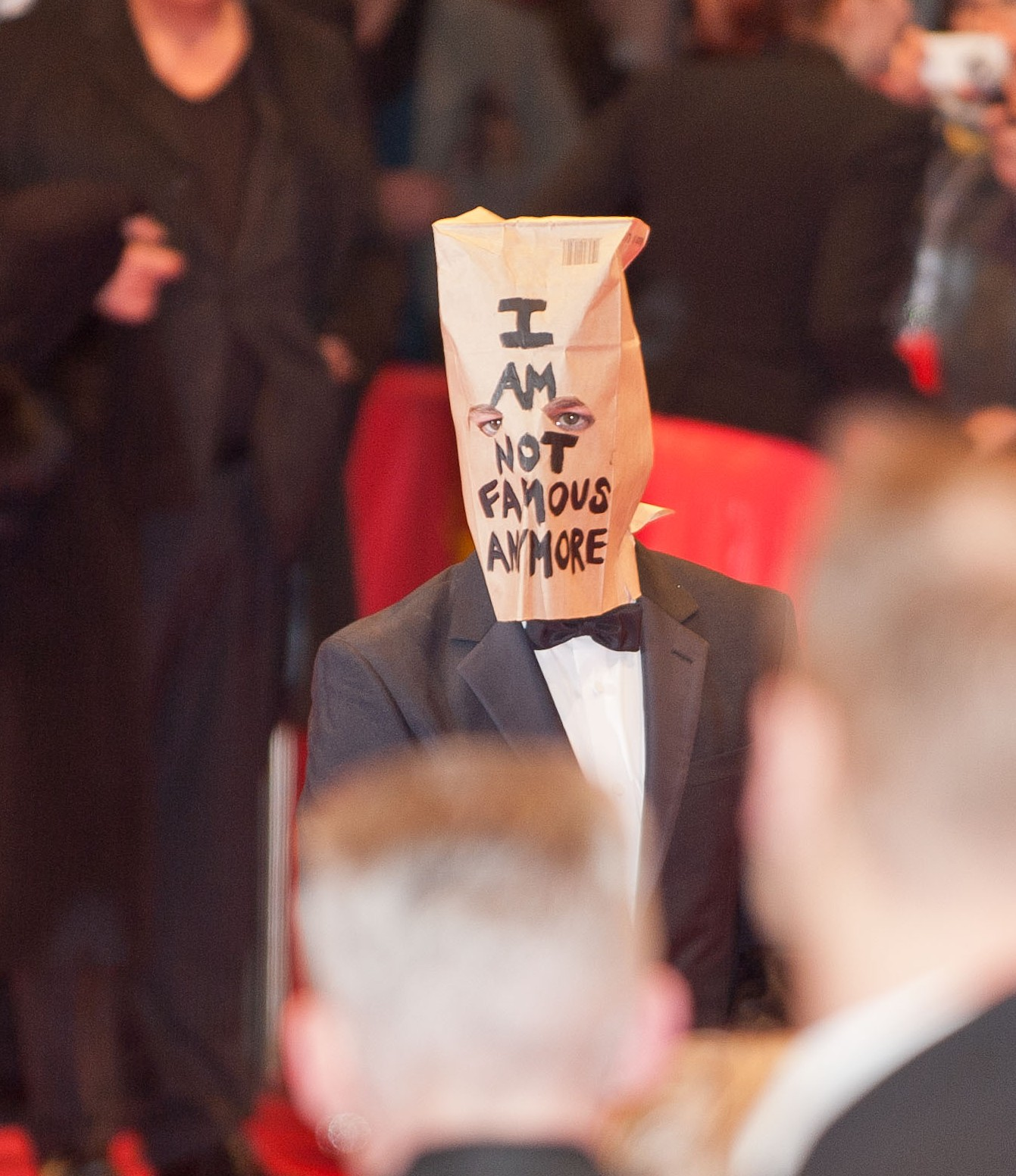
L'attore Shia LaBeouf sul red carpet della Berlinale dopo la conferenza stampa di Nymphomaniac - Volume 1.

La 64ª edizione del Festival internazionale del cinema di Berlino si è svolta a Berlino dal 6 al 16 febbraio 2014, con il Theater am Potsdamer Platz come sede principale. Direttore del festival è stato per il tredicesimo anno Dieter Kosslick.
L'Orso d'oro è stato assegnato al film cinese Fuochi d'artificio in pieno giorno di Diao Yinan.
L'Orso d'oro alla carriera è stato assegnato al regista Ken Loach, al quale è stata dedicata la sezione "Homage", mentre la Berlinale Kamera è stata assegnata al produttore e distributore Karl Baumgartner, fondatore della Pandora Film.
Il festival è stato aperto dal film fuori concorso Grand Budapest Hotel di Wes Anderson ed è stato chiuso dal vincitore dell'Orso d'oro.
La retrospettiva di questa edizione, intitolata "Aesthetics of Shadow. Lighting Styles 1915-1950", è stata dedicata alla fotografia cinematografica.

## Giurie

### Giuria internazionale
- James Schamus, sceneggiatore e produttore (Stati Uniti) - Presidente di giuria[7]
- Barbara Broccoli, produttrice (Stati Uniti)
- Trine Dyrholm, attrice e cantante (Danimarca)
- Mitra Farahani, regista e sceneggiatrice (Iran)
- Greta Gerwig, attrice e sceneggiatrice (Stati Uniti)
- Michel Gondry, regista, sceneggiatore e produttore (Francia)
- Tony Leung Chiu-Wai, attore (Cina)
- Christoph Waltz, attore (Austria)

### Giuria "Opera prima"
- Hernán Musaluppi, produttore (Argentina)[7]
- Nancy Buirski, documentarista (Stati Uniti)
- Valeria Golino, attrice, regista e produttrice (Italia)

### Giuria "Cortometraggi"
- Edwin, regista, sceneggiatore e produttore (Indonesia)[7]
- Nuno Rodrigues, curatore e produttore (Portogallo)
- Christine Tohmé, curatrice (Libano)

### Giurie "Generation"

#### Kinderjury/Jugendjury
Gli Orsi di cristallo sono stati assegnati da due giurie nazionali, la Kinderjury per la sezione "Kplus" e la Jugendjury per la sezione "14plus", composte rispettivamente da undici membri di 11-14 anni e sette membri di 14-18 anni selezionati dalla direzione del festival attraverso questionari inviati l'anno precedente.

#### Giurie internazionali
Nelle sezioni "Kplus" e  "14plus", il Grand Prix e lo Special Prize sono stati assegnati da due giurie internazionali composte, rispettivamente, dal critico cinematografico Christian Bellaj (Germania), il regista, sceneggiatore e produttore Boudewijn Koole (Paesi Bassi) e la regista Catriona McKenzie (Australia), e dalla produttrice Laura Astorga Carrera (Costa Rica), il regista Jan Soldat (Germania) e N. Bird Runningwater (Stati Uniti), direttore del programma "Native American and Indigenous" del Sundance Institute.

## Selezione ufficiale

### In concorso
- '71, regia di Yann Demange (Regno Unito)
- Aimer, boire et chanter, regia di Alain Resnais (Francia)
- Beloved Sisters (Die geliebten Schwestern), regia di Dominik Graf (Germania, Austria, Svizzera)
- Boyhood, regia di Richard Linklater (USA)
- Fuochi d'artificio in pieno giorno (Bai ri yan huo), regia di Diao Yinan (Cina)
- Grand Budapest Hotel (The Grand Budapest Hotel), regia di Wes Anderson (USA, Germania, Regno Unito)
- Historia del miedo, regia di Benjamín Naishtat (Argentina, Uruguay, Germania, Francia)
- In ordine di sparizione (Kraftidioten), regia di Hans Petter Moland (Norvegia, Svezia, Danimarca)
- Jack, regia di Edward Berger (Germania)
- Kreuzweg - Le stazioni della fede (Kreuzweg), regia di Dietrich Brüggemann (Germania, Francia)
- Chīsai ōchi, regia di Yōji Yamada (Giappone)
- Macondo, regia di Sudabeh Mortezai (Austria)
- Praia do Futuro, regia di Karim Aïnouz (Brasile, Germania)
- La tercera orilla, regia di Celina Murga (Argentina)
- To mikro psari, regia di Yannis Economides (Grecia, Germania, Cipro)
- Tuīná, regia di Lou Ye (Cina, Francia)
- Two Men in Town, regia di Rachid Bouchareb (Francia, Algeria, USA, Belgio)
- Il volo del falco (Aloft), regia di Claudia Llosa (Spagna, Canada, Francia)
- Wu ren qu, regia di Hao Ning (Cina)
- Zwischen Welten, regia di Feo Aladag (Germania)

### Fuori concorso
- La bella e la bestia (La belle et la bête), regia di Christophe Gans (Francia, Germania)
- Monuments Men (The Monuments Men), regia di George Clooney (USA, Regno Unito, Germania)
- Nymphomaniac - Volume 1 (Nymphomaniac: Vol. I), regia di Lars von Trier (Danimarca, Germania, Belgio, Regno Unito, Francia)

### Cortometraggi
- Afronauts, regia di Frances Bodomo (USA)
- As Rosas Brancas, regia di Diogo Costa Amarante (Portogallo, USA)
- Birds, regia di Ulu Braun (Germania)
- La Casona, regia di Juliette Touin (Cuba)
- Darkroom, regia di Billy Roisz (Austria)
- Do serca twego, regia di Ewa Borysewicz (Polonia)
- Im tekhayekh, ha'Olam yekhayekh elekha, regia di Yoav Gross, Ehab Tarabieh e Abdelkarim, Ahmad, Diaa e Shada al-Haddad (Israele, Palestina)
- Kamakura, regia di Yoriko Mizushiri (Giappone)
- Laborat, regia di Guillaume Cailleau (Germania)
- Lichttonfilm, regia di Elke Groen e Christian Neubacher (Austria)
- Marc Jacobs, regia di Sam de Jong (Paesi Bassi)
- Noye's Fludde - Unogumbe, regia di Mark Dornford-May (Sudafrica)
- Om amira, regia di Naji Ismail (Egitto, Germania)
- Un Paraiso, regia di Jayisha Patel (Cuba, Regno Unito)
- Person to Person, regia di Dustin Guy Defa (USA)
- Raconte-moi des salades, regia di Olias Barco (Belgio, Francia)
- Sky Lines, regia di Nadine Poulain (Serbia)
- Solo te puedo mostrar el color, regia di Fernando Vílchez Rodríguez (Perù)
- Symphony No. 42, regia di Réka Bucsi (Ungheria)
- Tant qu'il nous reste des fusils à pompe, regia di Caroline Poggi e Jonathan Vinel (Francia)
- Taprobana, regia di Gabriel Abrantes (Portogallo, Sri Lanka, Danimarca)
- Three Stones for Jean Genet, regia di Frieder Schlaich (Germania, Marocco)
- Washingtonia, regia di Konstantina Kotzamani (Grecia)
- Wonder, regia di Mirai Mizue (Giappone, Francia)
- Xenos, regia di Mahdi Fleifel (Regno Unito, Danimarca)

### Berlinale Special
- Afternoon of a Faun: Tanaquil Le Clercq, regia di Nancy Buirski (USA)
- American Hustle - L'apparenza inganna (American Hustle), regia di David O. Russell (USA)
- Baal, regia di Volker Schlöndorff (Germania Ovest)
- Cattedrali della cultura 3D (Cathedrals of Culture), regia di Karim Aïnouz, Michael Glawogger, Michael Madsen, Margreth Olin, Robert Redford e Wim Wenders (Germania, Danimarca, Norvegia, Austria, Francia, USA, Giappone)
- Il centenario che saltò dalla finestra e scomparve (Hundraåringen som klev ut genom fönstret och försvann), regia di Felix Herngren (Svezia, Russia, Regno Unito, Francia, Spagna)
- Cesar Chavez, regia di Diego Luna (USA, Messico)
- Diplomacy - Una notte per salvare Parigi (Diplomatie), regia di Volker Schlöndorff (Francia, Germania)
- I due volti di gennaio (The Two Faces of January), regia di Hossein Amini (Regno Unito, USA, Francia)
- En du elsker, regia di Pernille Fischer Christensen (Danimarca, Svezia)
- The Galapagos Affair: Satan Came to Eden, regia di Daniel Geller e Dayna Goldfine (USA, Ecuador, Germania, Norvegia)
- House of Cards - Gli intrighi del potere (House of Cards), regia di Carl Franklin (USA) - 2ª stagione
- Night Will Fall - Perché non scenda la notte (Night Will Fall), regia di Andre Singer (Regno Unito)
- Non buttiamoci giù (A Long Way Down), regia di Pascal Chaumeil (Regno Unito, Germania)
- Piccole crepe, grossi guai (Dans la cour), regia di Pierre Salvadori (Francia)
- Lo straniero della valle oscura - The Dark Valley (Das finstere Tal), regia di Andreas Prochaska (Austria, Germania, Italia)
- Truman Capote - A sangue freddo (Capote), regia di Bennett Miller (USA, Canada)
- The Turning, di registi vari (Australia)
- The Unknown Known, regia di Errol Morris (USA)
- Untitled New York Review of Books Documentary, regia di Martin Scorsese e David Tedeschi (USA)
- Vita da bohème (La vie de bohème), regia di Aki Kaurismäki (Francia, Germania, Svezia, Finlandia)
- Watermark, regia di Jennifer Baichwal e Edward Burtynsky (Canada)
- We Come as Friends, regia di Hubert Sauper (Francia, Austria)

### Panorama
- 20,000 Days on Earth, regia di Iain Forsyth e Jane Pollard (Regno Unito)
- After the Fall, regia di Saar Klein (USA)
- Alla ricerca di Vivian Maier (Finding Vivian Maier), regia di John Maloof e Charlie Siskel (USA)
- Anderson - Anatomie des Verrats, regia di Annekatrin Hendel (Germania)
- Another World, regia di Rebecca Chaiklin e Fisher Stevens (USA)
- Arrête ou je continue, regia di Sophie Fillières (Francia)
- Asabani nistam!, regia di Reza Dormishian (Iran)
- Bai mi zha dan ke, regia di Li Cho (Taiwan)
- The Better Angels, regia di A.J. Edwards (USA)
- Bing du, regia di Midi Z (Taiwan, Birmania)
- Blind, regia di Eskil Vogt (Norvegia, Paesi Bassi)
- Calvario (Calvary), regia di John Michael McDonagh (Irlanda, Regno Unito)
- Crepe nell'asfalto (Risse im Beton), regia di Umut Dag (Austria)
- Difret - Il coraggio per cambiare (Difret), regia di Zeresenay Mehari (Etiopia, USA)
- The Dog, regia di Allison Berg e Frank Keraudren (USA)
- Felice chi è diverso, regia di Gianni Amelio (Italia)
- Fieber, regia di Elfi Mikesch (Austria, Lussemburgo)
- Fucking Different XXY, di registi vari (Germania)
- Güeros, regia di Alonso Ruizpalacios (Messico)
- Highway, regia di Imtiaz Ali (India)
- Hoje Eu Quero Voltar Sozinho, regia di Daniel Ribeiro (Brasile)
- O Homem das Multidões, regia di Marcelo Gomes e Cao Guimarães (Brasile)
- Ieji, regia di Nao Kubota (Giappone)
- Ikarus, regia di Heiner Carow (Germania Est)
- In grazia di Dio, regia di Edoardo Winspeare (Italia)
- Is the Man Who Is Tall Happy?: An Animated Conversation with Noam Chomsky, regia di Michel Gondry (Francia)
- Der Kreis, regia di Stefan Haupt (Svizzera)
- Kuzu, regia di Kutlug Ataman (Turchia, Germania)
- Last Hijack, regia di Tommy Pallotta e Femke Wolting (Paesi Bassi, Germania, Irlanda, Belgio)
- Meine Mutter, ein Krieg und ich, regia di Johann Feindt e Tamara Trampe (Germania)
- Mo jing, regia di Dante Lam (Hong Kong, Cina)
- Na kathesai kai na koitas, regia di Giorgos Servetas (Grecia)
- Na yeh ling san, ngo joa seung liu Wong Gok hoi wong dai bou dik hung Van, regia di Fruit Chan (Hong Kong, Cina)
- Natural Resistance, regia di Jonathan Nossiter (Italia, Francia)
- Nuoc, regia di Minh Nguyen-Vo (Vietnam, USA)
- Om våld, regia di Göran Olsson (Svezia, USA, Danimarca, Finlandia)
- Papilio Buddha, regia di Jayan Cherian (India, USA)
- Patardzlebi, regia di Tinatin Kajrishvili (Francia, Georgia)
- Quick Change, regia di Eduardo W. Roy Jr. (Filippine)
- Stereo, regia di Maximilian Erlenwein (Germania)
- Test, regia di Chris Mason Johnson (USA)
- Through a Lens Darkly: Black Photographers and the Emergence of a People, regia di Thomas Allen Harris (USA)
- I toni dell'amore - Love Is Strange (Love Is Strange), regia di Ira Sachs (USA, Grecia, Brasile)
- Triptyque, regia di Robert Lepage e Pedro Pires (Canada)
- Über-Ich und Du, regia di Benjamin Heisenberg (Germania, Svizzera, Austria)
- Unfriend, regia di Joselito Altarejos (Filippine)
- L'uomo per bene - Le lettere segrete di Heinrich Himmler (Der Anständige), regia di Vanessa Lapa (Austria, Israele, Germania)
- Viharsarok, regia di Ádám Császi (Ungheria, Germania)
- Vulva 3.0, regia di Claudia Richarz e Ulrike Zimmermann (Germania, Canada)
- Xi you, regia di Ming-liang Tsai (Francia, Taiwan)
- Yaganbihaeng, regia di Hee-il Leesong (Corea del Sud)
- Ye, regia di Hao Zhou (Cina)
- Yves Saint Laurent, regia di Jalil Lespert (Francia, Belgio)

### Forum
- 10 Minutes, regia di Yong-seung Lee (Corea del Sud)
- Airstrip - Aufbruch der Moderne, Teil III, regia di Heinz Emigholz (Germania)
- Al doilea joc, regia di Corneliu Porumboiu (Romania)
- Arij, regia di Viola Shafik (Egitto, Germania)
- Le beau danger, regia di René Frölke (Germania, Italia)
- Brma paemnebi, regia di Levan Koguashvili (Georgia, Ucraina)
- Butter on the Latch, regia di Josephine Decker (USA)
- Casse, regia di Nadège Trebal (Francia)
- Castanha, regia di Davi Pretto (Brasile)
- Cheol-ae-kum, regia di Kelvin Kyung Kun Park (Corea del Sud, USA)
- Ché phawa daw nu nu, regia di Maung Wunna (Birmania)
- Chilla, regia di Saodat Ismailova (Paesi Bassi, Uzbekistan, Germania, Francia)
- The Darkside, regia di Warwick Thornton (Australia)
- DMD KIU LIDT: Die Manifestation des Kapitalismus in unserem Leben ist die Traurigkeit, regia di Georg Tiller (Austria, Germania)
- Doshaburi, regia di Noboru Nakamura (Giappone)
- L'enlèvement de Michel Houellebecq, regia di Guillaume Nicloux (Francia)
- Forma, regia di Ayumi Sakamoto (Giappone)
- Free Range/Ballaad maailma heakskiitmisest, regia di Veiko Õunpuu (Estonia)
- Ghashiram Kotwal, regia di K. Hariharan, Mani Kaul, Saeed Akhtar Mirza e Kamal Swaroop (India)
- Das große Museum, regia di Johannes Holzhausen (Austria)
- Gui ri zi, regia di Dayong Zhao (Cina)
- The Guests, regia di Ken Jacobs (USA)
- Huba, regia di Anna Sasnal e Wilhelm Sasnal (Polonia, Regno Unito)
- Ich will mich nicht künstlich aufregen, regia di Max Linz (Germania)
- Iranien, regia di Mehran Tamadon (Francia, Svizzera, Iran)
- Kumiko, the Treasure Hunter, regia di David Zellner (USA)
- Kumun Tadi, regia di Melisa Önel (Turchia)
- Lajwanti, regia di Pushpendra Singh (India)
- Los Ángeles, regia di Damian John Harper (Messico, Germania)
- La marche à suivre, regia di Jean-François Caissy (Canada)
- Memory of the Camps, regia di Sidney Bernstein e Alfred Hitchcock (Regno Unito)
- Nagima, regia di Zhanna Issabayeva (Kazakistan)
- Non-pik-syeon da-i-eo-li, regia di Yoon-suk Jung (Corea del Sud)
- N - The Madness of Reason, regia di Peter Krüger (Paesi Bassi, Belgio)
- Padurea e ca muntele, vezi?, regia di Didier Guillain e Christiane Schmidt (Germania, Romania)
- Prabhat pheri, regia di Samarth Dixit e Jessica Sadana (India)
- Que ta joie demeure, regia di Denis Côté (Canada)
- Shamans of the Blind Country, regia di Michael Oppitz (Nepal, Germania Ovest)
- Snowpiercer, regia di Bong Joon-ho (Corea del Sud)
- She's Lost Control, regia di Anja Marquardt (USA)
- Souvenir, regia di André Siegers (Germania)
- The Square - Dentro la rivoluzione (Al midan), regia di Jehane Noujaim (Regno Unito, Egitto, USA)
- Sto spiti, regia di Athanasios Karanikolas (Grecia, Germania)
- Thou Wast Mild and Lovely, regia di Josephine Decker (USA)
- Töchter, regia di Maria Speth (Germania)
- Top Girl oder La déformation professionnelle, regia di Tatjana Turanskyj (Germania)
- To Singapore, with Love, regia di Pin Pin Tan (Singapore)
- Und in der Mitte, da sind wir, regia di Sebastian Brameshuber (Austria)
- Waga ya wa tanoshi, regia di Noboru Nakamura (Giappone)
- Yoru no henrin, regia di Noboru Nakamura (Giappone)
- Zamatoví teroristi, regia di Péter Kerekes, Ivan Ostrochovský e Pavol Pekarcik (Slovacchia, Repubblica Ceca, Croazia)

### Generation
- 3 histoires d'Indiens, regia di Robert Morin (Canada)
- 52 Tuesdays, regia di Sophie Hyde (Australia)
- Above Us All, regia di Eugenie Jansen (Paesi Bassi, Belgio)
- Agri ve Dag, regia di Hasan Serin (Turchia)
- Un alce sotto l'albero (Midden in De Winternacht), regia di Lourens Blok (Paesi Bassi, Svezia)
- ärtico, regia di Gabriel Velázquez (Spagna)
- Atlántida, regia di Inés María Barrionuevo (Argentina, Francia)
- Ciencias naturales, regia di Matías Lucchesi (Argentina, Francia)
- Were Dengê Min, regia di Hüseyin Karabey (Turchia, Francia, Germania)
- Cowboys janken ook, regia di Mees Peijnenburg (Paesi Bassi, Francia)
- The Dam Keeper, regia di Robert Kondo e Daisuke "Dice" Tsutsumi (USA)
- Einstein and Einstein, regia di Baoping Cao (Cina)
- el, regia di Roland Ferge (Ungheria)
- Eleven, regia di Abigail Greenwood (Nuova Zelanda)
- Emil & Ida i Lönneberga, regia di Alicja Jaworski, Lasse Persson e Per Åhlin (Svezia)
- EMO the Musical, regia di Neil Triffett (Australia)
- Eu não Digo Adeus, Digo Até Logo, regia di Giuliana Monteiro (Brasile)
- Exchange and Mart, regia di Martin Clark e Cara Connolly (Regno Unito)
- Feriado, regia di Diego Araujo (Ecuador, Argentina)
- Finn - Musica per un sogno (Finn), regia di Frans Weisz (Paesi Bassi, Belgio)
- Galore, regia di Rhys Graham (Australia)
- God Help the Girl, regia di Stuart Murdoch (Regno Unito)
- Hijos de la tierra, regia di Diego E. Sarmiento Pagan (Perù)
- Hitono nozomino yorokobiyo, regia di Masakazu Sugita (Giappone)
- iBhokhwe, regia di John Trengove (Sudafrica)
- Jack et la mécanique du coeur, regia di Stéphane Berla e Mathias Malzieu (Francia, Belgio)
- Kalle kran, regia di Johan Hagelbäck (Svezia)
- Killa, regia di Avinash Arun (India)
- Kong-na-mul, regia di Ga-eun Yoon (Corea del Sud)
- Loulou, l'incroyable secret, regia di Eric Omond (Francia, Belgio, Ungheria)
- Luna Vieja, regia di Raisa Bonnet (Porto Rico)
- Mavi Dalga, regia di Zeynep Dadak e Merve Kayan (Turchia, Paesi Bassi, Grecia, Germania)
- MGP Missionen, regia di Martin Miehe-Renard (Danimarca)
- Mike, regia di Petros Silvestros (Regno Unito)
- Min vän Lage, regia di Eva Lindström (Svezia, Danimarca)
- Moy lichniy los', regia di Leonid Shmelkov (Russia)
- Nain géant, regia di Fabienne Giezendanner (Svizzera, Francia)
- Obietnica, regia di Anna Kazejak (Polonia, Danimarca)
- Ömheten, regia di Sofia Norlin (Svezia)
- Out of This World, regia di Viktor Nordenskiöld (Svezia)
- Pigs, regia di Laura Mohai (USA, Singapore, Malesia)
- Proavlio, regia di Rinio Dragasaki (Grecia)
- Rangzen, regia di Gaurav Saxena (India)
- Resan till Fjäderkungens Rike, regia di Esben Toft Jacobsen (Svezia, Danimarca)
- Rhizome, regia di Masahiro Ohsuka (Giappone)
- Sartulis, regia di Dace Riduze (Lettonia)
- Seagulls, regia di Martin Smith (Regno Unito)
- Sepatu baru, regia di Aditya Ahmad (Indonesia)
- Snowblind, regia di Sean Kruck (Australia)
- Soliton, regia di Isamu Hirabayashi (Giappone)
- Somos Mari Pepa, regia di Samuel Kishi (Messico)
- Søn, regia di Kristoffer Kiørboe (Danimarca)
- Il sud è niente, regia di Fabio Mollo (Italia, Francia)
- Supernova, regia di Tamar van den Dop (Paesi Bassi, Germania, Belgio)
- Tante Hilda!, regia di Benoît Chieux e Jacques-Rémy Girerd (Francia, Lussemburgo)
- Tits, regia di Alex Winckler (Regno Unito)
- Vasa, regia di Janis Cimermanis (Lettonia)
- Vetrarmorgun, regia di Sakaris Stora (Fær Øer)
- Violet, regia di Bas Devos (Belgio, Paesi Bassi)
- Vita da vampiro - What We Do in the Shadows (What We Do in the Shadows), regia di Jemaine Clement e Taika Waititi (Nuova Zelanda, USA)

### Perspektive Deutsches Kino
- Amma und Appa, regia di Franziska Schönenberger e Jayakrishnan Subramanian (Germania)
- Anderswo, regia di Ester Amrami (Germania)
- Bosteri unterm Rad, regia di Levin Hübner (Germania, Russia)
- El carro azul, regia di Valerie Heine (Germania, Cuba)
- Flowers of Freedom, regia di Mirjam Leuze (Kirghizistan, Germania)
- Hüter meines Bruders, regia di Maximilian Leo (Germania)
- Lamento, regia di Jöns Jönsson (Germania, Svezia)
- Love Steaks, regia di Jakob Lass (Germania)
- Nebel, regia di Nicole Vögele (Germania)
- Neuland, regia di Anna Thommen (Svizzera)
- Raumfahrer, regia di Georg Nonnenmacher (Germania)
- Der Samurai, regia di Till Kleinert (Germania)
- Szenario, regia di Karsten Krause e Philip Widmann (Germania)
- Tape 13, regia di Axel Stein (Germania)
- Die Unschuldigen, regia di Oskar Sulowski (Germania)
- Zeit der Kannibalen, regia di Johannes Naber (Germania)

### Retrospettiva
- Arcipelago in fiamme (Air Force), regia di Howard Hawks (USA)
- Aurora (Sunrise: A Song of Two Humans), regia di Friedrich Wilhelm Murnau (USA)
- La bella e la bestia (La belle et la bête), regia di Jean Cocteau (Francia)
- Berlino - Sinfonia di una grande città (Berlin: Die Sinfonie der Grosstadt), regia di Walter Ruttmann (Germania)
- La carne e il diavolo (Flesh and the Devil), regia di Clarence Brown (USA)
- La città nuda (The Naked City), regia di Jules Dassin (USA)
- I dannati dell'oceano (The Docks of New York), regia di Josef von Sternberg (USA)
- Dirnentragödie, regia di Bruno Rahn (Germania)
- Emak-Bakia, regia di Man Ray (Francia)
- Entr'acte, regia di René Clair (Francia)
- Faust (Faust: Eine deutsche Volkssage), regia di Friedrich Wilhelm Murnau (Germania)
- Furore (The Grapes of Wrath), regia di John Ford (USA)
- Hævnens Nat, regia di Benjamin Christensen (Danimarca)
- Hawai · Maree oki kaisen, regia di Kajirô Yamamoto (Giappone)
- Jeux des reflets et de la vitesse, regia di Henri Chomette (Francia)
- Jûjiro, regia di Teinosuke Kinugasa (Giappone)
- La moglie di quella notte (Sono yo no tsuma), regia di Yasujirō Ozu (Giappone)
- Nasake no hikari, regia di Henry Kotani (Giappone)
- La maschera di ferro (The Iron Mask), regia di Allan Dwan (USA)
- Ninjô kami fûsen, regia di Sadao Yamanaka (Giappone)
- Ombre rosse (Stagecoach), regia di John Ford (USA)
- Oshidori utagassen, regia di Masahiro Makino (Giappone)
- La pattuglia (Gonin no sekkôhei), regia di Tomotaka Tasaka (Giappone)
- Il porto delle nebbie (Le quai des brumes), regia di Marcel Carné (Francia)
- I prevaricatori (The Cheat), regia di Cecil B. DeMille (USA)
- Quarto potere (Citizen Kane), regia di Orson Welles (USA)
- I racconti della luna pallida d'agosto (Ugetsu monogatari), regia di Kenji Mizoguchi (Giappone)
- Rashomon (Rashômon), regia di Akira Kurosawa (Giappone)
- Rhythmus 21, regia di Hans Richter (Germania)
- Rhythmus 23, regia di Hans Richter (Germania)
- Sebastiane, regia di Paul Humfress e Derek Jarman (Regno Unito)
- Il segno di Zorro (The Mark of Zorro), regia di Fred Niblo (USA)
- Shanghai Express, regia di Josef von Sternberg (USA)
- La squadriglia dell'aurora (The Dawn Patrol), regia di Howard Hawks (USA)
- Tôkyô no eiyû, regia di Hiroshi Shimizu (Giappone)
- Tsuruhachi Tsurujirô, regia di Mikio Naruse (Giappone)
- The Typhoon, regia di Reginald Barker (USA)
- Unter der Laterne, regia di Gerhard Lamprecht (Germania)
- Yukinojô henge: Daiippen dainihen, regia di Teinosuke Kinugasa (Giappone)

### Homage
- Cathy Come Home, regia di Ken Loach (Regno Unito)
- The Gamekeeper, regia di Ken Loach (Regno Unito)
- Kes, regia di Ken Loach (Regno Unito)
- Ladybird Ladybird, regia di Ken Loach (Regno Unito)
- Il mio amico Eric (Looking for Eric), regia di Ken Loach (Regno Unito, Francia, Italia, Belgio, Spagna)
- My Name Is Joe, regia di Ken Loach (Regno Unito, Germania, Francia, Spagna)
- Paul, Mick e gli altri (The Navigators), regia di Ken Loach (Regno Unito, Spagna, Germania)
- Piovono pietre (Raining Stones), regia di Ken Loach (Regno Unito)
- Sweet Sixteen, regia di Ken Loach (Regno Unito, Spagna, Germania)
- Terra e libertà (Land and Freedom), regia di Ken Loach (Regno Unito, Spagna, Germania, Italia, Francia)

### Berlinale Classics
- Caravaggio, regia di Derek Jarman (Regno Unito)
- Il gabinetto del dottor Caligari (Das Cabinet des Dr. Caligari), regia di Robert Wiene (Germania)
- Germania pallida madre (Deutschland bleiche Mutter), regia di Helma Sanders-Brahms (Germania Ovest)
- Tardo autunno (Akibiyori), regia di Yasujirō Ozu (Giappone)
- Gioventù bruciata (Rebel Without a Cause), regia di Nicholas Ray (USA)
- Nayak, regia di Satyajit Ray (India)

### Culinary Cinema
- 3 Acres in Detroit, regia di Nora Mandray (USA, Francia)
- Bushi no kondate, regia di Yûzô Asahara (Giappone)
- I cavalieri della laguna, regia di Walter Bencini (Italia)
- Final Recipe, regia di Gina Kim (Corea del Sud, Thailandia)
- Food Chains, regia di Sanjay Rawal (USA)
- Guida alle ricette d'amore (The Food Guide to Love), regia di Dominic Harari e Teresa Pelegri (Spagna, Irlanda, Francia)
- I maccheroni, regia di Raffaele Andreassi (Italia)
- Mission Blue, regia di Robert Nixon e Fisher Stevens (USA, Bermuda, Ecuador)
- Le semeur, regia di Julie Perron (Canada)
- El somni, regia di Franc Aleu (Spagna)
- TABA: el juego en la mesa, regia di Eloi Colom, Pep Gatell (Spagna, Giappone)
- Zong pu shi, regia di Yu-Hsun Chen (Taiwan)

### NATIVe - A Journey into Indigenous Cinema
- La terra degli uomini rossi - Birdwatchers, regia di Marco Bechis (Italia, Brasile)
- Il massacro dei Maori (Utu), regia di Geoff Murphy (Nuova Zelanda)

## Premi

### Premi della giuria internazionale

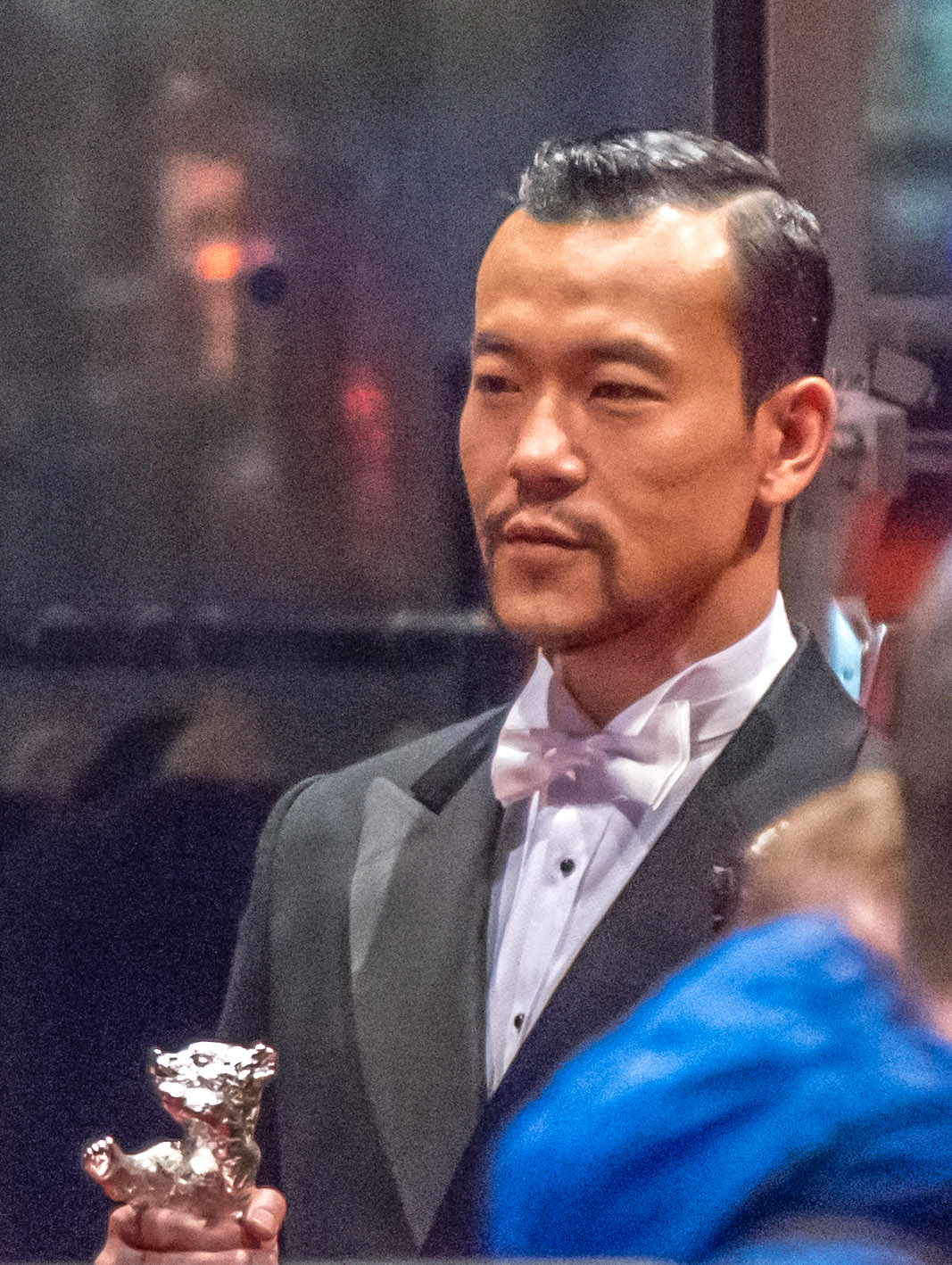
Liao Fan, miglior attore per Fuochi d'artificio in pieno giorno

Il regista Wes Anderson, vincitore del gran premio della giuria per Grand Budapest Hotel

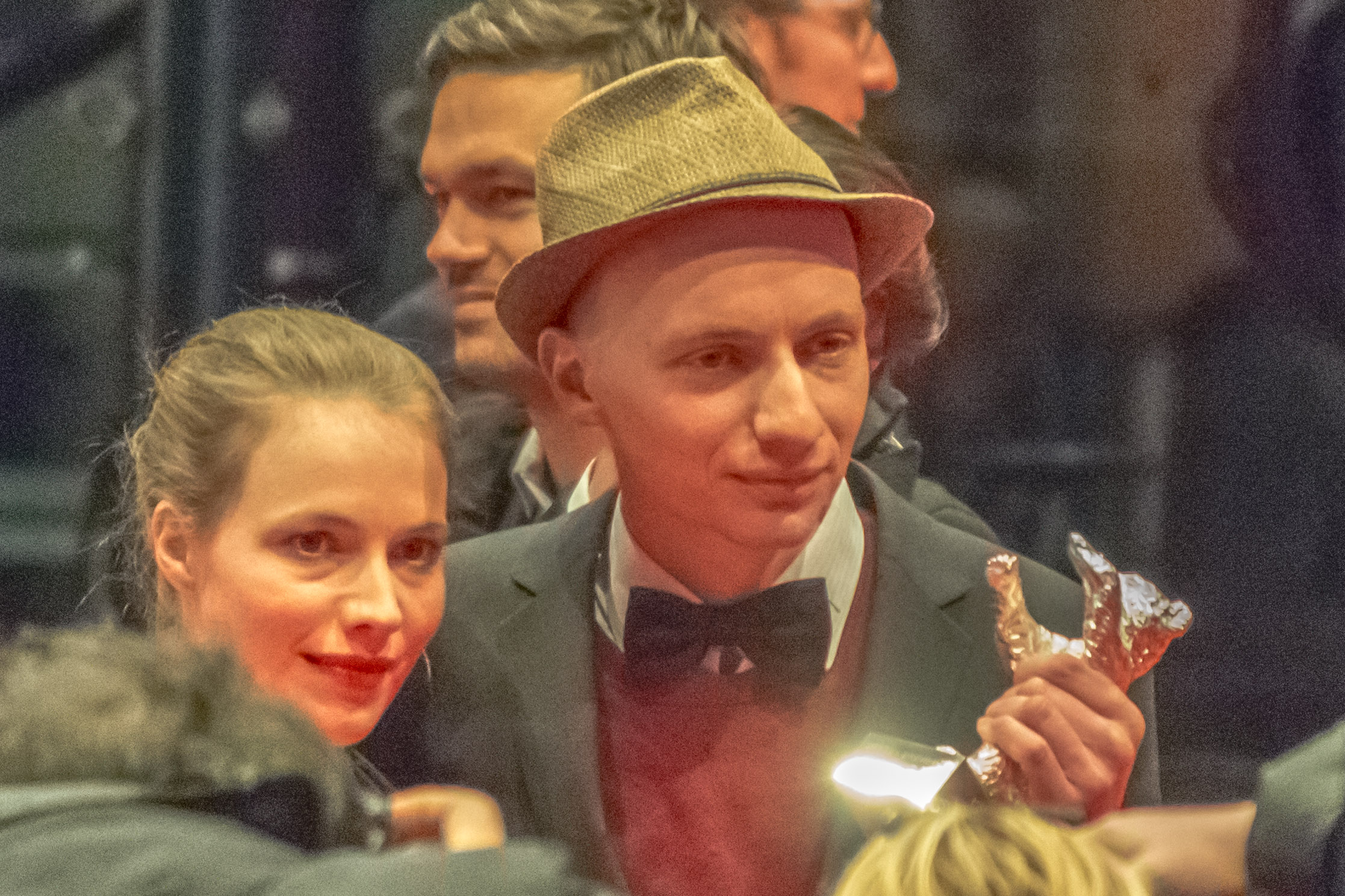
Anna e Dietrich Brüggemann, Orso d'argento per la migliore sceneggiatura di Kreuzweg - Le stazioni della fede

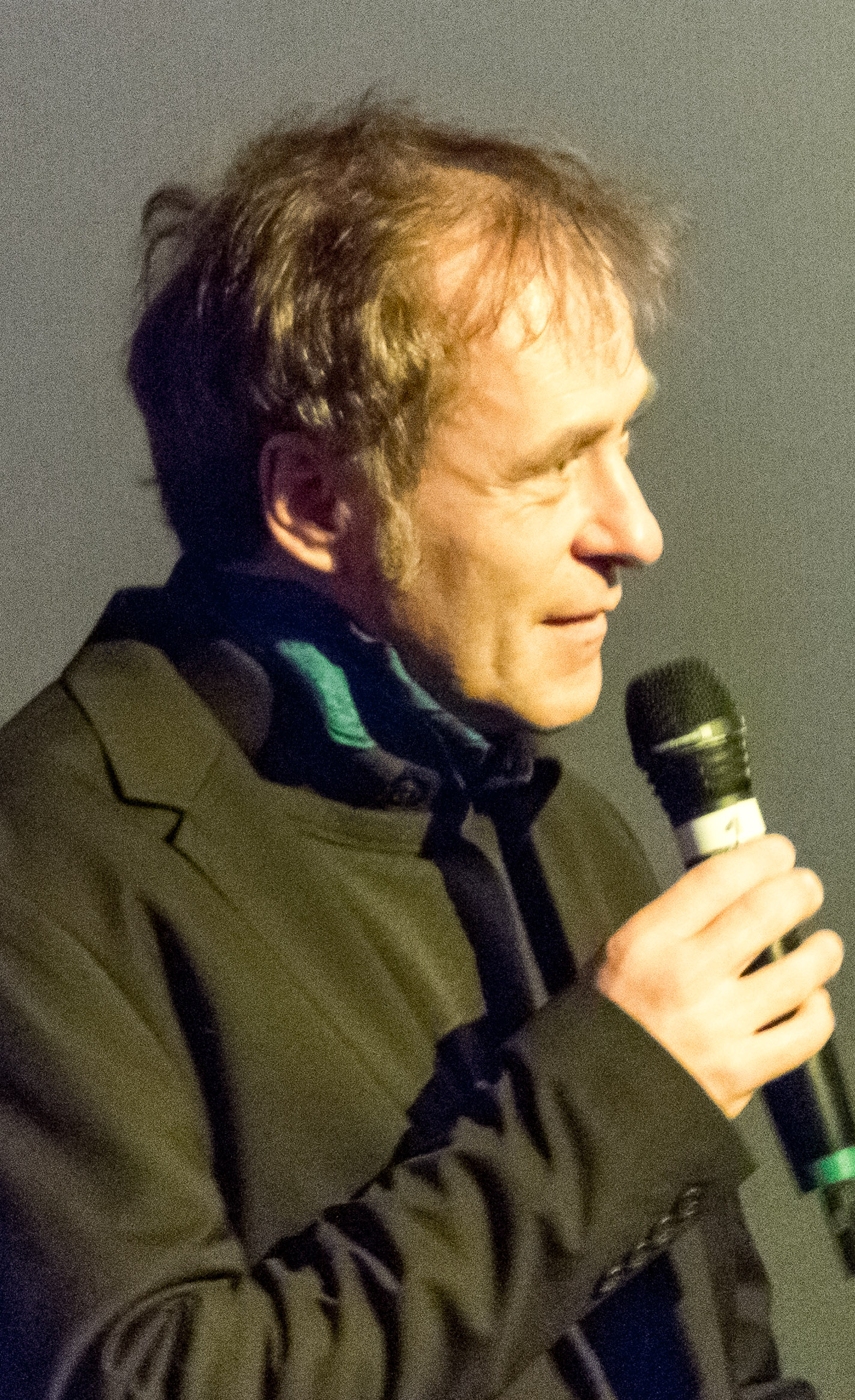
Il regista Hubert Sauper, vincitore del Peace Film Prize per We Come as Friends

- Orso d'oro per il miglior film: Fuochi d'artificio in pieno giorno di Diao Yinan
- Orso d'argento per il miglior regista: Richard Linklater per Boyhood
- Orso d'argento per la migliore attrice: Haru Kuroki per Chīsai ōchi
- Orso d'argento per il miglior attore: Liao Fan per Fuochi d'artificio in pieno giorno
- Orso d'argento per la migliore sceneggiatura: Dietrich e Anna Brüggemann per Kreuzweg - Le stazioni della fede
- Orso d'argento per il miglior contributo artistico: Zeng Jian per la fotografia di Tuīná
- Orso d'argento, gran premio della giuria: Grand Budapest Hotel di Wes Anderson
- Premio Alfred Bauer: Aimer, boire et chanter di Alain Resnais

### Premi onorari
- Orso d'oro alla carriera: Ken Loach
- Berlinale Kamera: Karl Baumgartner

### Premi della giuria "Opera prima"
- Miglior opera prima: Güeros di Alonso Ruizpalacios

### Premi della giuria "Cortometraggi"
- Orso d'oro per il miglior cortometraggio: Tant qu'il nous reste des fusils à pompe di Caroline Poggi e Jonathan Vinel
- Orso d'argento, premio della giuria (cortometraggi): Laborat di Guillaume Cailleau
- Berlin Short Film Nominee for the European Film Awards: Taprobana di Gabriel Abrantes
- DAAD Short Film Prize: Person to Person di Dustin Guy Defa

### Premi delle giurie "Generation"
- Children's Jury Generation Kplus
- Orso di cristallo per il miglior film: Killa di Avinash Arun
- Menzione speciale: Hitono nozomino yorokobiyo di Masakazu Sugita
- Orso di cristallo per il miglior cortometraggio: Kong-na-mul di Ga-eun Yoon
- Menzione speciale: Sepatu baru di Aditya Ahmad

- International Jury Generation Kplus
- Grand Prix per il miglior film: Ciencias naturales di Matías Lucchesi
- Menzione speciale: Killa di Avinash Arun
- Special Prize per il miglior cortometraggio: Moy lichniy los' di Leonid Shmelkov
- Menzione speciale: el di Roland Ferge

- Youth Jury Generation 14plus
- Orso di cristallo per il miglior film: 52 Tuesdays di Sophie Hyde
- Menzione speciale: ärtico di Gabriel Velázquez
- Orso di cristallo per il miglior cortometraggio: Mike di Petros Silvestros
- Menzione speciale: EMO the Musical di Neil Triffett

- International Jury Generation 14plus
- Grand Prix per il miglior film: Violet di Bas Devos
- Menzione speciale: Einstein and Einstein di Baoping Cao
- Special Prize per il miglior cortometraggio: Vetrarmorgun di Sakaris Stora
- Menzione speciale: Søn di Kristoffer Kiørboe

### Premi delle giurie indipendenti
- Guild Film Prize: Boyhood di Richard Linklater
- Peace Film Prize: We Come as Friends di Hubert Sauper
- Premio Heiner Carow: Meine Mutter, ein Krieg und ich di Johann Feindt e Tamara Trampe
- Label Europa Cinemas: Blind di Eskil Vogt
- Premio Caligari: Das große Museum di Johannes Holzhausen
- Amnesty International Film Prize: The Square - Dentro la rivoluzione di Jehane Noujaim
- NETPAC Prize: ex aequo Cheol-ae-kum di Kelvin Kyung Kun Park e Non-pik-syeon da-i-eo-li di Yoon-suk Jung
- Cinema Fairbindet Prize: Om våld di Göran Olsson
- Premio della giuria ecumenica:
  - Competizione: Kreuzweg - Le stazioni della fede di Dietrich Brüggemann
  - Menzione speciale: '71 di Yann Demange
  - Panorama: Calvario di John Michael McDonagh
  - Menzione speciale: Triptyque di Robert Lepage e Pedro Pires
  - Forum: Sto spiti di Athanasios Karanikolas
- Premio FIPRESCI:
  - Competizione: Aimer, boire et chanter di Alain Resnais
  - Panorama: Hoje Eu Quero Voltar Sozinho di Daniel Ribeiro
  - Forum: Forma di Ayumi Sakamoto
- Premio CICAE:
  - Panorama: Kuzu di Kutlug Ataman
  - Forum: She's Lost Control di Anja Marquardt
- FGYO Award Dialogue en Perspective: Anderswo di Ester Amrami
- Menzione speciale: Nebel di Nicole Vögele
- Teddy Award:
  - Miglior lungometraggio: Hoje Eu Quero Voltar Sozinho di Daniel Ribeiro
  - Miglior documentario: Der Kreis di Stefan Haupt
  - Miglior cortometraggio: Mondial 2010 di Roy Dib
  - Premio della giuria: Pierrot Lunaire di Bruce LaBruce
  - Premio dei lettori di Siegessäule: 52 Tuesdays di Sophie Hyde
  - Premio speciale: Rosa von Praunheim

### Premi dei lettori e del pubblico
- Premio del pubblico - Panorama:
  - Film: Difret - Il coraggio per cambiare di Zeresenay Mehari
  - Documentario: Der Kreis di Stefan Haupt
- Premio dei lettori del Berliner Mongerpost: Boyhood di Richard Linklater
- Premio dei lettori del Tagesspiegel: Zamatoví teroristi di Péter Kerekes, Ivan Ostrochovský e Pavol Pekarcik